# 竇子進

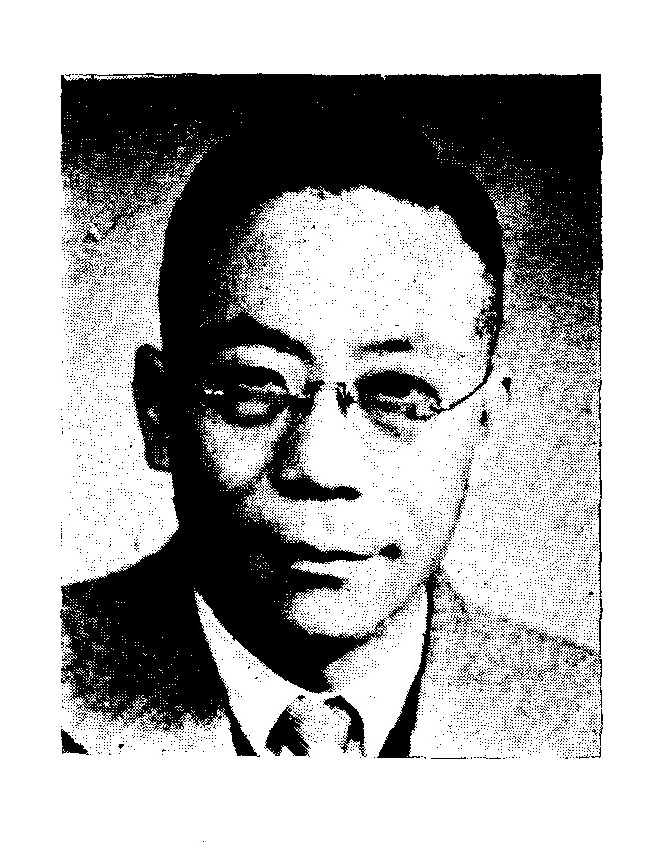
竇子進的個人照片

窦子进（1900年—1968年10月29日）雲南罗平人。中华民国政治人物。

## 生平
窦子进生于1900年（清光绪二十六年）。毕业于北平中国大学，法国巴黎大学研究院。历任国民革命军第三十九军政治部主任，中国国民党云南党政军特派员。1945年9月29日，任第四届立法院立法委员。1948年当选行宪第一届立法院立法委员，并兼任立法院财政金融委员会委员。后赴台湾，仍为立法院立法委员。
1968年10月29日，窦子进病逝。